# جوناثان إيرل أرنولد
جوناثان إيرل أرنولد (بالإنجليزية: Jonathan Earle Arnold)‏ هو محامي وسياسي أمريكي، ولد في 4 فبراير 1814، وتوفي في 2 يونيو 1869. حزبياً، نشط في الحزب الديمقراطي.